# Piscani (okręg Dolj)
Piscani – wieś w Rumunii, w okręgu Dolj, w gminie Brădești. W 2011 roku liczyła 66 mieszkańców.